# 高尾武士
高尾 武士（たかお たけし、1934年2月19日 - ）は日本中央競馬会 (JRA) に所属した騎手、調教助手。京都府出身。

## 経歴
1934年、田中好雄調教師の三男として生まれる。長兄はのちに調教師となる良平で、母方の親族の家を継ぐため、高尾姓となった。1951年、高校2年生のときに、実父の厩舎に騎手がいないことから、騎手を目指して高校中退、馬事公苑騎手養成長期課程の第3期生として受講し、1954年に騎手免許を取得、父の厩舎よりデビューした。3月28日の京都競馬でデビューし、このときは3着だったが、4月11日に初勝利を挙げた。この勝利はレコード勝ちという快挙であった。
その後も実父の厩舎の主戦騎手を務めたが、重賞勝ちは1971年秋のアラブ大賞典のみであった。1973年にデビューしたイットーについてはデビュー戦から手綱を取り、阪神3歳ステークスではキタノカチドキの2着に入るなど活躍を見せたが、脚部不安のために桜花賞やオークスへの出走は叶わず、秋の京都牝馬特別では1番人気の支持を受けたものの、キシュウローレルの故障の影響を受けて10着に大敗し、ビクトリアカップへの出走も叶わなかった。
同じころ、実父が病に倒れ、高尾は看病や厩舎業務の代行をするようになったことから、騎手引退を決意。1975年に騎手を引退した。
引退後は、実兄である田中良平厩舎や弟弟子に当たる領家政蔵厩舎で調教助手を務めた。

## おもな騎乗馬
- イットー（阪神3歳ステークス2着）
- タカラダケ（アラブ大賞典・秋）